# 大伊斯坦布尔隧道
伊斯坦布尔大隧道（土耳其語：  Büyük İstanbul Tüneli) 是一座位於土耳其伊斯坦布尔的正在建設中的多用途公路和铁路海底隧道，跨越博斯普鲁斯海峽。該隧道將成為博斯普魯斯海峽上第三條，也是最長的隧道，總長6.5公里，超過了欧亚大陆隧道的5.4公里和馬爾馬拉隧道的3.5公里。

## 项目
伊斯坦布爾大隧道項目於2015年2月27日由總理艾哈迈德·达武特奥卢正式宣布。該隧道全長6.5公里（4.0英里），直徑18.80米（61.7英尺），由三層構成，其中兩層用於道路交通，一層用於鐵路系統。隧道的最低點將位於海平面以下110米（360英尺）。它將連接位於歐洲一側的Gayrettepe和亚洲一側的Küçüksu，整合伊斯坦布爾市內三個機場（伊斯坦布尔阿塔图尔克机场、Sabiha Gökçen 机场和伊斯坦布尔机场）之間的高速公路以及伊斯坦布尔地铁的九條鐵路線。該項目的成本預計將達到35億美元，並將採用建设-运营-转让模式進行融資。

## 建設
RV Fugro Scout是一艘懸掛新加坡國旗的研究/調查船，長度為83米（272英尺），寬度為20米（66英尺）。它於2017年7月28日在博斯普魯斯海峽開始進行土壤调查工作，以確定準確的隧道路線。該隧道項目的建設於2018年開始，原計劃於2023年完成。然而，由於徵地問題，預計該項目現在將於2028年完工。